# North Canadian River
North Canadian er den største biflod til Canadian River. Den er 710 km lang, og renner gjennom New Mexico, Texas og Oklahoma. Den starter i Union County, løber gennem «Oklahoma Panhandle» og «Texas Panhandle», og munder ud i Canadian ved Oklahoma City. Afvandingsområdet er 34.738 km².